# 안도 미키
안도 미키(일본어: 安藤 美姫, 1987년 12월 18일~)는 일본의 전 피겨 스케이팅 선수다. 2004 세계주니어선수권 우승자이자, 2007 세계선수권 우승자이며, 2011 피겨 4대륙 선수권 대회 우승자다. 또한 4년 만에 2011 피겨 세계선수권 대회 우승을 차지했다.

## 기본정보
- 생년월일: 1987년 12월 18일(37세)
- 키: 162cm[1]
- 출생지: 아이치현 나고야시
- 별명: 미키티
- 학력: 주쿄대학 체육학부 재학 중
- 소속사: 토요타 자동차
- 세계 랭킹: 94위(2013년 12월 23일 기준)
- 취미: 춤 추기, 요리
- 좋아하는 것: 스누피
- 코치: 니콜라이 모로조프
- 안무가: 니콜라이 모로조프, 리 앤 밀러
- 전지 훈련지: 미국 뉴저지주 해컨색
- ISU 공인 개인 최고 기록
  - 쇼트프로그램: 67.98 (2007 세계선수권)[2]
  - 프리스케이팅: 134.76 (2011 4대륙선수권)[3]
  - 총점: 201.34 (2011 4대륙선수권)[4]

## 생애
안도 미키는 1996년 만 8세의 나이에 피겨 스케이팅을 시작했다.
2002~2003 시즌, 주니어 그랑프리 파이널에서 여자 선수로는 최초로 4회전 점프(살코)에 성공하였고, 대회 결과 3위에 입상했다.
2003~2004 시즌, 주니어 그랑프리 파이널에 이어 주니어 세계선수권대회까지 우승을 차지했다.

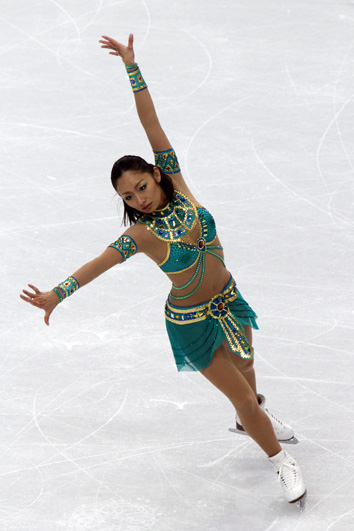
2010 동계올림픽에서의 안도 미키.

2005~2006 시즌, 안도 미키는 그랑프리 NHK 트로피와 그랑프리 파이널에서 모두 입상에 실패하고, 2005 전(全)일본선수권대회에서는 6위에 그치고 만다. 그럼에도 불구하고 토리노 동계 올림픽에 출전하였다. 그러나 어깨 부상으로 개인 최저 점수를 기록하며 종합 15위에 그치고 만다. 이후 그녀는 일본 특별 강화 선수 명단에서 제외되었다가 2006년 동계 올림픽 금메달리스트인 아라카와 시즈카가 프로로 전향하면서 다시 명단에 추가되었다.
2006~2007 시즌, 캐롤 헤이스 젠킨스 코치와 결별하고 니콜라이 모로조프를 새로운 코치로 영입했다. 그랑프리 1차(스케이트 아메리카)에서 1위, 그랑프리 4차(트로피 에릭 봉파르) 2위에 입상했다. 그러나 그랑프리 파이널에서는 5위에 그치고 만다. 12월에 열린 전일본 선수권대회에서는 아사다 마오에 이어 2위를 차지한다. 3월, 안도 미키는 자국에서 열린 2007 세계선수권대회에 출전하여 우승을 차지하게 된다.
2007~2008 시즌, 그랑프리 1차대회(스케이트 아메리카)에서 2위를 차지했다. 그랑프리 6차 대회(NHK 트로피)에서는 종합 4위에 그쳐 상위 성적 6명에게만 주어지는 그랑프리 파이널 진출에 실패하였다. 12월, 전일본선수권대회에서는 종합 2위를 차지하였다. 2008년 2월, 안도 미키는 대한민국에서 열린 2008 4대륙선수권대회에 출전하여 종합 3위를 차지하였다. 이어 3월, 스웨덴에서 개막한 2008 세계 선수권 대회에서는 왼쪽 종아리 부상으로 프리 스케이팅 도중 기권하였다.
2008-2009 시즌, 그랑프리 1차 대회(스케이트 아메리카)에 출전하여 3위, 그랑프리 3차 대회(컵 오브 차이나)에서는 2위를 차지하여 파이널에 진출하였다. 이윽고 안도 미키와 같은 일본 선수인 나카노 유카리와 프리스케이팅 곡(지젤)이 겹쳐 강한 인상을 주지 못한다는 이유로 프로그램을 까미유 생상스의 '오르간 교향곡'으로 바꿨다. 대한민국 고양시에서 열린 그랑프리 파이널, 새로운 프리스케이팅 넘버를 선보였다. 프리스케이팅에서 더블악셀+트리플 토룹(회전수 부족), 쿼드러플 살코(회전수 부족)를 성공시키며 겉보기엔 노미스로 연기를 마쳤으나 회전수 부족 등으로 저조한 성적을 기록하며 안도 미키는 최하위인 6위에 머물렀다. 12월, 전일본선수권대회에서는 아사다 마오와 수구리 후미에의 뒤를 이어 3위를 차지, 2009년 LA 세계선수권대회 출전권을 확보했다. 이어 3월에 개최된 2009 세계선수권대회에서는 김연아와 조아니 로셰트에 이어 3위에 입상하였다.
2009-2010 시즌, 올림픽 시즌 첫 대회로 러시아 모스크바에서 열린 그랑프리 2차 대회(로스텔레콤 컵)에 출전하여 쇼트 프로그램 3위, 프리 스케이팅 1위로 종합 1위에 올라 지난 2006년 그랑프리 1차 대회 스케이트 아메리카에서 우승한 이후 3년 만에 다시 그랑프리 대회에서 우승하였다. 이윽고 일본에서 열린 그랑프리 시리즈 4차대회 NHK 트로피에서 쇼트프로그램은 미국의 애슐리 와그너에 이어 2위를 기록하고, 총점 1위를 기록하여 금메달을 목에 걸었다. 이로써 그랑프리 시리즈 점수 30점(1위 15점, 1위 15점)으로 일본에서 열리는 2009그랑프리 파이널 진출을 확정지었다. 2009년 그랑프리 파이널에서는 쇼트 1위, 프리 2위로 김연아의 뒤를 이어 총점 2위를 차지하였다. 그로 인해, 안도 미키는 2010년 동계 올림픽 출전을 확정지었다.
2010-2011 시즌, 처음으로 4대륙 선수권 대회에서 우승한다. 총점은 201.34으로 김연아, 아사다 마오, 조아니 로셰트에 이어 4번째로 국제 대회에서 총점 200점을 넘긴 여성 선수로 기록되었다. 또한 2010-2011 시즌, 수정된 피겨스케이팅 룰로는 처음으로 200점을 넘긴 첫 여성 선수이다.
2010-2011 시즌, 피겨 세계 선수권 대회에서 총점 195.79로 2위를 차지한 김연아를 불과 1.29점 차로 따돌리고 우승을 거머 쥐었다. 기술적인 요소에서 김연아에 앞섰으나, 예술적인 측면에선 여전히 문제점이 제기 되어 숙제가 많은 역전 우승을 거머쥐었다.
2011-2012 시즌, 오랫동안 현역생활을 지속한 심신의 피로감으로 시즌 전체 스킵을 결정하고 아이스쇼 출연에 전념했다.
2012-2013 시즌, 그랑프리 시리즈 명단에 이름을 올리며 시합 복귀를 알렸으나, 코치 선정 난항으로 인한 준비 부족을 이유로 그랑프리 시리즈 참가를 취소했고, 소치 올림픽 출전을 하지 않겠다고 밝혔다. 그랑프리 시리즈 참가 취소로 인해 ISU에 의한 향후 국제대회 출장 금지 제재조치가 가해질 수 있으며 선수 본인도 그 점을 각오하고 있다고 밝혔음. 2013년 7월 1일 언론 인터뷰에서 2013년 4월에 딸을 낳았다고 밝히고, 소치 동계올림픽에 도전하겠다고 언급했다.
2013-2014 시즌, 소치 동계올림픽에 도전할 것을 표명하고 쇼트 프로그램 음악으로 엘비스 프레슬리의 My Way를, 롱 프로그램 음악으로 주니어 시즌에 선곡한 바 있는 스트라빈스키의 불새를 선곡했다. 2013년 9월 26일부터 치러진 네벨혼 트로피 대회에서 162.86점으로 2위를 차지했으며, 전일본선수권 대회에 출전하기 위한 자격을 갖게 되는 동일본 선수권 대회에선 잦은 실수를 범했으나 합계 147.19를 획득 간신히 2위 자리로 뛰어오르며 전일본선수권 대회에 출전하게 되었다. 이후 김연아와 함께 크로아티아의 골든 스핀 오브 자그레브 대회에 출전하여 176.82점으로 2위를 차지했다.
그러나 2014년 동계 올림픽 출전을 놓고 참가한 전일본 선수권 대회에서 프리스케이팅 106.25점, 쇼트프로그램 64.87점을 기록하여 최종 합계 171.12점으로 7위에 그쳐 3위까지 부여되는 올림픽 출전 기회를 얻지 못하며, 결국 2013년 12월 23일 전일본 대회가 끝난 후 현역 은퇴를 선언했다.
이후에는 2018년 동계 올림픽을 앞두고 강원도청의 홍보 대사로 위촉됐으며, 2017년 11월 4일 평창올림픽플라자에서 열린 드림콘서트에 등장해서 대한민국의 걸그룹 라붐과 함께 찍은 사진을 공개했다.

## 스케이팅 기술
- 2002년 주니어 그랑프리 파이널 프리스케이팅에서 만 14세의 나이로 여자 선수 최초로 4회전 점프(살코)[8]에 성공했으나 그 이후 대회에서는 성공하지 못하였다.
- 과거에 안도 미키는 3회전 플립 점프를 잘못된 방법으로 뛰었다. 올바른 플립 점프는 스케이트의 안쪽 엣지로 도약하여 점프를 해야 하지만, 그녀는 점프 직전에 스케이트의 바깥쪽 엣지로 바꾸고 점프를 했다. 그러나 2007년 5월, ISU(국제 빙상 연맹)에서 발표한 강화된 규칙에서는 이러한 잘못된 점프를 엄격하게 단속한다는 규정이 수록되었고 시즌 시작 후 안도 미키는 기존의 잘못된 점프를 교정하여 올바른 플립 점프에 성공하였다.
- 2006-2007 시즌 2007세계선수권에서 트리플 러츠 + 트리플 룹 컴비네이션을 성공시켰다. 이는 3회전 + 3회전 컴비네이션 점프 종류중에서 가장 난이도가 높은 것이다.

## 주요 대회 기록
| 대회/시즌                | 00-01 | 01-02 | 02-03 | 03-04 | 04-05 | 05-06 | 06-07 | 07-08 | 08-09 | 09-10 | 2010-11 | 11-12 | 12-13 | 13-14 |
| 동계 올림픽              |       |       |       |       |       | 15    |       |       |       | 5     |         |       |       |       |
| 세계 선수권              |       |       |       | 4     | 6     |       | 1     | 기권  | 3     | 4     | 1       |       |       |       |
| 4대륙 선수권             |       |       |       |       |       |       |       | 3     |       |       | 1       |       |       |       |
| 전일본 선수권            |       | 3     | 5     | 1     | 1     | 6     | 2     | 2     | 3     | 4     | 1       |       |       | 7     |
| 동일본 선수권            |       |       |       |       |       |       |       |       |       |       |         |       |       | 2     |
| 그랑프리 파이널          |       |       |       |       | 4     | 4     | 5     |       | 6     | 2     | 5       |       |       |       |
| 트로피 에릭 봉파르       |       |       |       |       |       |       | 2     |       |       |       |         |       |       |       |
| 로스텔레콤 컵            |       |       |       |       |       | 2     |       |       |       | 1     | 1       |       |       |       |
| 컵 오브 차이나           |       |       |       |       | 4     |       |       |       | 2     |       | 1       |       |       |       |
| NHK 트로피               |       |       |       |       | 2     | 4     |       | 4     |       | 1     |         |       |       |       |
| 스케이트 아메리카        |       |       |       |       | 3     |       | 1     | 2     | 3     |       |         |       |       |       |
| 네벨혼 트로피            |       |       |       |       |       |       |       |       |       |       |         |       |       | 2     |
| 골든스핀 오브 자그레브   |       |       |       |       |       |       |       |       |       |       |         |       |       | 2     |
| 주니어 세계 선수권       |       | 3     | 2     | 1     |       |       |       |       |       |       |         |       |       |       |
| 주니어 전일본 선수권     | 3     | 1     | 1     | 1     |       |       |       |       |       |       |         |       |       |       |
| 주니어 그랑프리 파이널   |       | 1     | 3     | 1     |       |       |       |       |       |       |         |       |       |       |
| 주니어 그랑프리 멕시코   |       |       |       | 1     |       |       |       |       |       |       |         |       |       |       |
| 주니어 그랑프리 일본     |       |       |       | 1     |       |       |       |       |       |       |         |       |       |       |
| 주니어 그랑프리 베이징   |       |       | 1     |       |       |       |       |       |       |       |         |       |       |       |
| 주니어 그랑프리 몬트리올 |       |       | 1     |       |       |       |       |       |       |       |         |       |       |       |
| 주니어 그랑프리 체코     |       | 1     |       |       |       |       |       |       |       |       |         |       |       |       |
| 주니어 그랑프리 스웨덴   |       | 1     |       |       |       |       |       |       |       |       |         |       |       |       |

## 프로그램
| Season  | 쇼트 프로그램(Short Program)                                 | 롱 프로그램(Long Program)                     | 갈라 프로그램(Exhibition)                                                                |
| ------- | ------------------------------------------------------------ | --------------------------------------------- | ---------------------------------------------------------------------------------------- |
| 2013-14 | My Way by 엘비스 프레슬리                                    | 불새 by 이고르 스트라빈스키                   | 볼레로 by 모리스 라벨                                                                    |
| 2012-13 | 참가하지 않음                                                | 참가하지 않음                                 |                                                                                          |
| 2011-12 | 참가하지 않음                                                | 참가하지 않음                                 |                                                                                          |
| 2010-11 | 가브리엘 오보에, The Falls (영화 '미션'의 OST)               | 피아노 협주곡 가단조 by 에드바르 그리그       | Why Do People Fall In Love? by 린다 에더                                                 |
| 2009-10 | 레퀴엠 by 모차르트                                           | 클레오파트라 (드라마 마르코 폴로 · 로마 OST)  | Bring in 'da Noise, Bring in 'da Funk (뮤지컬 Bring in 'da Noise, Bring in 'da Funk OST) |
| 2009-10 | 레퀴엠 by 모차르트                                           | 클레오파트라 (드라마 마르코 폴로 · 로마 OST)  | 레퀴엠 by 모차르트                                                                       |
| 2008-09 | The Chairman's Waltz (영화 게이샤의 추억 OST) by 존 윌리엄스 | 교향곡 3번 '오르간' by 생상스                 | 볼레로 by 모리스 라벨                                                                    |
| 2008-09 | The Chairman's Waltz (영화 게이샤의 추억 OST) by 존 윌리엄스 | 지젤 by 아돌프 아당                           | 볼레로 by 모리스 라벨                                                                    |
| 2007-08 | 삼손과 데릴라 by 생상스                                      | 카르멘 by 조르쥬 비제                         | Hurt by 크리스티나 아길레라                                                              |
| 2007-08 | 삼손과 데릴라 by 생상스                                      | 카르멘 by 조르쥬 비제                         | 라보엠 by 푸치니                                                                         |
| 2007-08 | 삼손과 데릴라 by 생상스                                      | 카르멘 by 조르쥬 비제                         | Handcuffs by 클로데트 오티즈                                                             |
| 2006-07 | 세헤라자데 by 림스키 코르사코프                              | 바이올린 협주곡 E단조 작품 64 by 멘델스존     | I Believe by 아야카                                                                      |
| 2005-06 | 메리 크리스마스, 미스터 로런스 by 사카모토 류이치            | My Funny Valentine by 리처드 로저스           | Ac-Cent-Tchu-Ate the Positive by 어리사 프랭클린                                         |
| 2005-06 | 메리 크리스마스, 미스터 로런스 by 사카모토 류이치            | 나비부인 by 푸치니                            | Ac-Cent-Tchu-Ate the Positive by 어리사 프랭클린                                         |
| 2004-05 | Gypsy Soul by Strunz & Farah                                 | Concerto for Guitar and Orchestra by 번스타인 | Mickey (영화 Bring It On OST) by B.Witched                                               |
| 2004-05 | Gypsy Soul by Strunz & Farah                                 | 불새 by 스트라빈스키                          | Mickey (영화 Bring It On OST) by B.Witched                                               |
| 2003-04 | Grande Polonaise brillante (영화 피아니스트 OST) by 쇼팽     | 불새 by 스트라빈스키                          | 카르멘 by 조르쥬 비제                                                                    |
| 2002-03 | 아스투리아스 by 이삭 알베니즈                                | 라바야데르 by 레온 밍쿠스                     | 달빛 by 드뷔시                                                                           |
| 2001-02 | 차르다시 by 비토리오 몬티                                    | 백조의 호수 by 차이콥스키                     |                                                                                          |
| 2000-01 | 에스파냐 카니 by Pascual Marquina Narro                      | 리버댄스 by Bill Whelan                       |                                                                                          |

## 같이 보기
- 김연아
- 아사다 마오
- 나카노 유카리
- 카롤리나 코스트너
- 조아니 로셰트